# Campo solenoidal
Un campo solenoidal (también llamado campo incompresible  o de divergencia nula) en un dominio  {\displaystyle \Omega } es un campo vectorial v cuya divergencia es cero en todos los puntos de {\displaystyle \Omega }:

{\displaystyle \nabla \cdot \mathbf {v} =0\quad {\mbox{ en }}\Omega .}

Esta condición se satisface siempre y cuando v esté derivado de un potencial vectorial, A, esto es:

{\displaystyle \mathbf {v} =\nabla \times \mathbf {A} .}

En efecto, si v viene dado de la forma anterior entonces se cumple automáticamente que:

{\displaystyle \nabla \cdot \mathbf {v} =\nabla \cdot (\nabla \times \mathbf {A} )=0.}

La afirmación contrarrecíproca también es cierta pues, gracias a un teorema de Poincaré, si v es solenoidal en algún punto entonces localmente el campo es expresable como el rotacional de un campo vectorial.
Este concepto se puede definir de forma equivalente utilizando el teorema de la divergencia. En concreto, un campo solenoidal v es aquel que verifica que, para cualquier superficie de control cerrada {\displaystyle S\subset \Omega }, el flujo neto total a través de {\displaystyle S} es igual a cero:

{\displaystyle \iint _{S}{\mathbf {v} \cdot \mathbf {n} \;dS}=0,}

donde {\displaystyle \mathbf {n} } es el vector normal exterior a {\displaystyle S}.

## Ejemplos de la física
- Una de las ecuaciones de Maxwell implica que el campo magnético B es solenoidal;
- El campo de velocidades de un flujo incompresible es solenoidal.
- Dada una barra o prisma mecánico sometido a torsión el campo de tensiones tangenciales de una sección transversal asociadas a la torsión es solenoidal, con curvas integrales cerradas.